# Iluzionizam u Hrvatskoj
Iluzionizam u Hrvatskoj ima povijest najmanje od 1924. godine, kada je Juraj Dević napisao prvu iluzionističku knjigu na hrvatskom jeziku i nazvao je: "Zbirka čarobnjačkih vještina", koja je objavljena u Nakladi Kugli.

## Popis poznatijih hrvatskih iluzionista
- Juraj Dević (1869. – 1930.)
- Vilko Verić
- Timoteo Crnković